# Ioulia Samoïlova
Ioulia Olegovna Samoïlova (en russe : Юлия Олеговна Самойлова), née le 7 avril 1989 à Oukhta, est une chanteuse et compositrice russe. Elle a perdu jeune l'usage de ses jambes en raison d'une amyotrophie spinale.

## Biographie

### 2013–2014: X Factor et Jeux paralympiques
En 2013, Ioulia participe à la troisième saison de la version russe de The X Factor, ou elle termine à la seconde place. L'année suivante à Sotchi, elle prend part à la cérémonie d'ouverture des Jeux paralympiques d'hiver de 2014 en interprétant la chanson « Together »[réf. nécessaire].

### 2017-2018: Participation à l'Eurovision
Le 12 mars 2017, elle est choisie pour représenter la Russie au Concours Eurovision de la chanson 2017 avec la chanson Flame Is Burning. Cependant, l'Ukraine, où doit se dérouler le concours en mai 2017, annonce l'interdiction pour la chanteuse d'entrer sur le territoire ukrainien pour avoir donné un concert en Crimée en juin 2015, et ce, pour une durée de trois ans. Cette situation crée de vives controverses. La directrice générale de l'UER, Ingrid Deltenre, tente de trouver une solution. En raison de l'échec des négociations, la Russie se retire le 13 avril 2017 et ne participera donc pas au concours cette année-là. Le Kremlin a « regretté » vendredi 14 avril l’exclusion de la Russie du concours de l’Eurovision annoncée la veille par les organisateurs à cause d’un différend entre Moscou et Kiev sur le choix de la candidate russe. L’Union européenne de radiotélévision (Eurovision ou UER) qui organise la compétition a annoncé jeudi soir que la Russie « ne sera[it] pas en mesure de prendre part à la compétition cette année » après la décision de la télévision russe de ne pas retransmettre le concours.
Néanmoins, le jour de la décision des autorités ukrainiennes, la Russie avait affirmé que la chanteuse représenterait son pays en 2018 si aucune issue n'était trouvée. En conséquence, elle devrait donc concourir en 2018 pour son pays, à moins d'une victoire de l'Ukraine. Le 22 mars 2018, une annonce officialise son statut de représentante russe au Concours Eurovision de la chanson 2018 avec la chanson I Won't Break (Je ne céderai pas). Lors de la deuxième demi-finale, elle ne parvient pas à se qualifier pour la finale du concours en terminant à la 15e place avec 65 points.

## Discographie

### Single
- 2017 : Flame is burning
- 2017 : Yad
- 2018 : I Won't Break